# Вероніка безлиста
Вероніка безлиста (лат. Veronica aphylla) — багаторічна трав'яна рослина, вид роду вероніка (Veronica) родини подорожникові (Plantaginaceae).
Занесений до Червоної книги України (Природоохоронний статус виду — «Рідкісний»).

## Морфологічна характеристика
Хамефіт. Кореневище тонке, довге, повзуче. Стебла висотою 5-10 см, короткі, голі, у нижній частині більш-менш запушені, тонкі, вкорінюються.
Листки зосереджені при основі поодиноких стебел, короткочерешкові, з цілісною, округло-еліптичною пластинкою 7-15 мм завдовжки. Суцвіття верхівкові, гроноподібні, 1-3-квіткові. Квітки з рожевувато-синім віночком.
Цвіте у липні, плодоносить у серпні. Розмноження переважно вегетативне, рідше насінневе.

## Поширення
Вид поширений у субальпійському та альпійському поясі Європи. В Україні зустрічається у Карпатах.